# Disolución de la Corte Suprema de Justicia de Venezuela
La disolución de la Corte Suprema de Justicia de Venezuela inició el 24 de agosto de 1999 con la renuncia de la presidenta de dicho órgano, la magistrada Cecilia Sosa, tras un conflicto legal con la Asamblea Nacional Constituyente, la cual conformó a una comisión especial que buscaba la «depuración», y el control, del poder judicial venezolano. La Corte Suprema declaró la supraconstitucionalidad de la constituyente, y por consiguiente, cedió por completo sus poderes, un proceso denominado la «autodisolución» de la Corte, funcionando de forma oficial, aunque sin atribuciones reales, hasta noviembre de 1999.
A pesar de que ocho de quince miembros de la Corte, una mayoría, declaró válido el decreto del establecimiento de la comisión de control judicial, la presidenta de la Corte lo dio por inconstitucional, pues no era facultad del órgano constituyente controlar libremente el poder judicial, ni mucho menos dictar actos de gobierno, dimitiendo así de su puesto. La corte fue oficialmente disuelta por la constituyente el 5 de noviembre de 1999, reemplazada por el nuevo Tribunal Supremo de Justicia, con magistrados leales al gobierno nacional. Mientras que la disolución de la Corte fue apoyada por el senado de la República, encabezado por Luis Alfonso Dávila, leal al presidente Hugo Chávez, la Cámara de Diputados, encabezada por su presidente, el diputado Henrique Capriles no se pronunció al respecto.
La corte permaneció funcionando, fuertemente regulada por el organismo constituyente, hasta noviembre de 1999. Este suceso es identificado, junto al cierre del Congreso de la República en 1999 también, como el primero de los atropellos contra la institucionalidad venezolana democráticamente establecida, desde el inicio de la Revolución bolivariana, significando por primera vez el pleno control del chavismo sobre las instituciones.

## Antecedentes
El 2 de febrero de 1999, el teniente coronel Hugo Chávez asume la presidencia de Venezuela para el período 1999–2004, con la promesa de crear una Asamblea Nacional Constituyente que reemplazase la Constitución de 1961. El 25 de abril de 1999 se llevó a cabo un referéndum para dar paso al establecimiento del poder constituyente, en el cual una mayoría de los votantes (con participación de solo 37.65% del padrón) votó a favor del proceso para redactar una nueva constitución. El 25 de julio de 1999, se llevaron a cabo elecciones para elegir a los 131 miembros de la nueva Asamblea Nacional Constituyente, en las cuales las fuerzas aliadas al presidente Chávez consiguieron 125 escaños. La constituyente inició sesiones el 3 de agosto de 1999.

## Desarrollo

### Establecimiento de la Comisión de Emergencia Judicial
El 16 de agosto de 1999, la Asamblea Nacional Constituyente comenzó a debatir el establecimiento de una comisión de emergencia judicial que evaluara el desempeño de los funcionarios del poder judicial venezolano. La comisión fue aprobada por la mayoría de los constituyentes y sus atribuciones, entre otras, consistían en:
- Proponer a la constituyentes las medidas que sean necesarias para reorganizar el poder judicial y el sistema penitenciario.[11]
- Evaluar y seguir el funcionamiento de la Corte Suprema de Justicia y el Consejo de la Judicatura, y reportar al directiva de la constituyente.[11]
- Seleccionar y designar jueces en «concurso público».[11]
- Reorganizar las jurisdicciones, circunscripciones, circuitos judiciales y tribunales del país.[11]
- Evaluar el funcionamiento de los magistrados de la Corte Suprema y decidir la suerte de los mismos si se hallaban irregularidades en su desempeño.[11]

Aristóbulo Iztúriz, para ese entonces primer vicepresidente de la Asamblea Nacional Constituyente justificó la intromisión del organismo en el poder judicial venezolano, con el argumento de que la constituyente era «soberana y originaria» y que por consiguiente la misma podría pasar por encima de los poderes establecidos y no sería una acción ilegal. 4 de los miembros de la nueva comisión fueron elegidos por la Constituyente, mientras que los otros 5 serían miembros ad honorem, representantes de la sociedad civil.

### Respuesta de la Corte Suprema
El caso de la comisión judicial fue llevado a la Corte Suprema de Justicia, para que la misma decidiera si el organismo constituyente tenía las atribuciones para controlar libremente el poder judicial. La presidenta de la Corte Suprema, la magistrada Cecilia Sosa había tildado a la comisión de inconstitucional, pues la Asamblea Nacional Constituyente tenía como único poder la redacción de una nueva carta magna en un plazo de 180 días. En la votación, llevada a cabo el 24 de agosto de 1999, la Corte Suprema en una mayoría de 8–6, declaró que la Constituyente tenía el poder de controlar al judicial. En respuesta, Cecilia Sosa junto a los demás magistrados que votaron en contra, declaró que la Corte se había «autodisuelto», al admitir que la misma no tenía ningún poder real frente a las decisiones de la Asamblea Constituyente. Tras la renuncia de Sosa, la presidencia de la Corte la asumió Iván Rincón Urdaneta, leal a Chávez.
En sus últimos días, la Corte Suprema acordó coexistir en conjunto con la constituyente, siempre y cuando la misma no afectara la jurisdicción de la misma. Entre sus últimas decisiones, la corte declararía a la ANC como órgano supraconstitucional el 7 de octubre de 1999, el cual pasaría a tener, tras un antecedente en la decisión de agosto de 1999, oficialmente y con el aval de la corte, poderes por encima de todos los órganos del Estado venezolano.

### Respuesta del Congreso de la República
El entonces presidente de la Cámara de Diputados, Henrique Capriles, diputado de Copei por Zulia, se negó a presentar resistencia ante los atropellos institucionales de la constituyente y el gobierno de Hugo Chávez, alegando que con ello buscaba evitar una «confrontación innecesaria» tanto con el gobierno nacional, como con partidarios del mismo. El congreso fue disuelto tras la decisión de la Corte Suprema el 7 de octubre de 1999, de declarar como plenipotenciaria a la Asamblea Constituyente.